# Johnny Cash and His Woman
Johnny Cash and His Woman è il 46° album discografico dell'artista country statunitense Johnny Cash, realizzato con la moglie June Carter Cash e pubblicato nel 1973 dalla Columbia Records. 

## Tracce
1. The Color of Love (Billy Edd Wheeler) – 2:45
2. Saturday Night in Hickman County (Cash) – 2:32
3. Allegheny (Chris Gantry) – 3:31
4. Life Has Its Little Ups and Downs (Margaret Ann Rich) – 2:36
5. Matthew 24 (Is Knocking at the Door) (Cash) – 2:42
6. City of New Orleans (Steve Goodman) – 3:41
7. Tony (D. C. Powers) – 3:28
8. The Pine Tree (Billy Edd Wheeler) – 3:00
9. We're for Love (Reba Hancock, M. S. Tubb) – 2:01
10. Godshine (Powers) – 2:15

## Formazione
- Johnny Cash - voce, chitarra
- June Carter Cash - voce
- Carl Perkins, Bob Wootton, David Jones - chitarre
- Marshall Grant - basso
- W.S. Holland - batteria
- Bill Walker, Jerry Whitehurst - piano, tastiere